# 浜松医科大学医学部附属病院
浜松医科大学医学部附属病院（はままついかだいがくいがくぶふぞくびょういん）は静岡県浜松市にある国立大学法人浜松医科大学の附属大学病院。

## 沿革
- 1974年（昭和49年）6月7日 - 浜松医科大学発足
- 1977年（昭和52年）
  - 4月 - 浜松医科大学医学部附属病院設置
  - 11月 - 外来診療開始
  - 12月 - 附属病院竣工
- 1990年（平成2年）3月 - MRI-CT装置棟竣工
- 1995年（平成7年）3月 - 特定機能病院の承認を受ける
- 2004年（平成16年）4月1日 - 国立大学法人化により、開設者が国立大学法人浜松医科大学となる
- 2007年（平成19年）1月 - 再整備事業に伴い、旧病棟（現在の外来棟）南側に新病棟着工
- 2009年（平成21年）12月28日 - 病棟を新病棟へ移転。旧病棟は外来棟として使用
- 2011年（平成23年）3月 - 外来棟改修工事着工。10階建ての旧病棟の6階以上を取り壊して5階建てに減築した。
- 2013年（平成25年）7月 - 再整備事業が完了
- 2015年（平成27年）10月 - 手術ロボットDa Vinci Xiを導入（国内導入2台目）
- 2016年（平成28年）3月 - ハイブリッド手術室完成。4月より運用開始
- 2017年（平成29年）1月 - ファミリーマート浜松医科大学病院店が営業開始
- 2022年（令和4年）1月 - 先端医療センター開設。

## 診療科
- 内科系
  - 消化器内科
  - 腎臓内科
  - 神経内科
  - 内分泌・代謝内科
  - 呼吸器内科
  - 肝臓内科
  - 循環器内科
  - 血液内科
  - 免疫・リウマチ内科
  - 心療内科
  - 臨床薬理内科
  - 精神神経科
  - 神経科
  - 小児科

- 外科系
  - 心臓血管外科
  - 呼吸器外科
  - 小児外科
  - 乳腺外科
  - 一般外科
  - 上部消化管外科
  - 下部消化管外科
  - 肝・胆・膵外科
  - 血管外科
  - 脳神経外科
  - 整形外科
  - 泌尿器科
  - 皮膚科
  - 眼科
  - 耳鼻咽喉科
  - 産科婦人科
  - 放射線科
  - 麻酔科蘇生科
  - 歯科口腔外科
  - 形成外科

- 中央診療施設等
  - 検査部
  - 病理部
  - 手術部
  - 救急部
  - 光学医療診療部
  - 臨床研究管理センター
  - 放射線部
  - 集中治療部
  - 血液浄化療法部
  - 周産母子センター
  - 材料部
  - 輸血部
  - リハビリテーション部
  - 看護部
  - 薬剤部
  - 化学療法部
  - 医療情報部
  - 医療福祉支援センター
  - 腫瘍センター

## 機関指定
- 特定機能病院
- 保険医療機関
- 地域がん診療連携拠点病院
- 地域肝疾患診療連携拠点病院
- 難病医療拠点病院
- エイズ治療拠点病院
- 養育医療指定病院
- 労災保険指定病院
- 厚生医療指定病院
- 生活保護指定病院
- 育成医療指定病院
- 原子爆弾被爆者医療指定病院
- 外国医師臨床修練指定病院
- 結核予防法指定病院
- 日本医療機能評価機構認定病院

## 交通アクセス
浜松医科大学医学部附属病院内にバスターミナルが設置されている。停留所名は医科大学。遠州鉄道の路線バスが乗り入れている。浜松駅からバスで約35分。浜北駅からバスで約25分。
| 系統番号 | 路線名               | 主要経由地                                 | 主な行先       | 備考                               |
| -------- | -------------------- | ------------------------------------------ | -------------- | ---------------------------------- |
| 47       | 葵町医大線           | 三方原営業所 曳馬野 葵町 浜松北高 市役所南 | 浜松駅         | 平日夕方の1便のみ運行              |
| 50       | 山の手医大線         | 三方原営業所 萩丘 城北工高 常楽寺 市役所前 | 浜松駅         |                                    |
| 100      | 浜北医大三方原聖隷線 | 染地台 内野台 小松駅                       | 浜北駅         |                                    |
| 100      | 浜北医大三方原聖隷線 | 三方原営業所 都田口                        | 聖隷三方原病院 | 土日祝日の最終便のみ三方原営業所止 |

東名高速道路浜松西ICより約15分。